# NGC 1612
NGC 1612 est une galaxie lenticulaire située dans la constellation de l'Éridan. NGC 1612 a été découvert par l'astronome français Édouard Stephan en 1881. 

## Caractéristiques
Sa vitesse par rapport au fond diffus cosmologique est de 4 915 ± 11 km/s, ce qui correspond à une distance de Hubble de 72,5 ± 5,1 Mpc (∼236 millions d'al).

## Supernova
La supernova SN 2000fm a été découverte le 14 décembre 2000 dans NGC 1612 par M. Schwartz, Cottage Grove (OR) ainsi que  W. D. Li et A. V. Filippenko de l'université de Californie à Berkeley dans le cadre du programme LOTOSS de l'observatoire Lick. Cette supernova était de type II.